# Cotinga cotinga
Cotinga cotinga là một loài chim trong họ Cotingidae.